# Robert-Espagne
Robert-Espagne és un municipi francès situat al departament del Mosa i a la regió del Gran Est. L'any 2007 tenia 821 habitants.

## Demografia

### Població
El 2007 la població de fet de Robert-Espagne era de 821 persones. Hi havia 337 famílies, de les quals 87 eren unipersonals (28 homes vivint sols i 59 dones vivint soles), 111 parelles sense fills, 127 parelles amb fills i 12 famílies monoparentals amb fills.
La població ha evolucionat segons el següent gràfic:
Habitants censats

### Habitatges
El 2007 hi havia 375 habitatges, 336 eren l'habitatge principal de la família, 11 eren segones residències i 28 estaven desocupats. 326 eren cases i 47 eren apartaments. Dels 336 habitatges principals, 232 estaven ocupats pels seus propietaris, 102 estaven llogats i ocupats pels llogaters i 2 estaven cedits a títol gratuït; 1 tenia una cambra, 7 en tenien dues, 49 en tenien tres, 95 en tenien quatre i 184 en tenien cinc o més. 236 habitatges disposaven pel capbaix d'una plaça de pàrquing. A 134 habitatges hi havia un automòbil i a 160 n'hi havia dos o més.

### Piràmide de població
La piràmide de població per edats i sexe el 2009 era:
| Homes | Edats   | Dones |
| ----- | ------- | ----- |
| 0     | 95 o +  | 0     |
| 4     | 90 a 94 | 0     |
| 0     | 85 a 89 | 12    |
| 4     | 80 a 84 | 0     |
| 8     | 75 a 79 | 24    |
| 8     | 70 a 74 | 24    |
| 20    | 65 a 69 | 12    |
| 28    | 60 a 64 | 20    |
| 12    | 55 a 59 | 16    |
| 40    | 50 a 54 | 16    |
| 20    | 45 a 49 | 20    |
| 44    | 40 a 44 | 24    |
| 24    | 35 a 39 | 52    |
| 40    | 30 a 34 | 32    |
| 48    | 25 a 29 | 28    |
| 40    | 20 a 24 | 16    |
| 16    | 15 a 19 | 28    |
| 28    | 10 a 14 | 28    |
| 32    | 5 a 9   | 24    |
| 32    | 0 a 4   | 12    |

## Economia
El 2007 la població en edat de treballar era de 530 persones, 379 eren actives i 151 eren inactives. De les 379 persones actives 337 estaven ocupades (188 homes i 149 dones) i 43 estaven aturades (19 homes i 24 dones). De les 151 persones inactives 51 estaven jubilades, 44 estaven estudiant i 56 estaven classificades com a «altres inactius».

### Ingressos
El 2009 a Robert-Espagne hi havia 332 unitats fiscals que integraven 823,5 persones, la mediana anual d'ingressos fiscals per persona era de 16.698 €.

### Activitats econòmiques
Dels 33 establiments que hi havia el 2007, 4 eren d'empreses extractives, 1 d'una empresa de fabricació d'altres productes industrials, 2 d'empreses de construcció, 12 d'empreses de comerç i reparació d'automòbils, 1 d'una empresa de transport, 1 d'una empresa d'hostatgeria i restauració, 1 d'una empresa immobiliària, 5 d'empreses de serveis, 3 d'entitats de l'administració pública i 3 d'empreses classificades com a «altres activitats de serveis».
Dels 6 establiments de servei als particulars que hi havia el 2009, 1 era una oficina de correu, 1 taller de reparació d'automòbils i de material agrícola, 1 establiment de lloguer de cotxes, 1 fusteria i 2 perruqueries.
Dels 2 establiments comercials que hi havia el 2009, 1 era una fleca i 1 una peixateria.
L'any 2000 a Robert-Espagne hi havia 8 explotacions agrícoles que ocupaven un total de 456 hectàrees.

## Equipaments sanitaris i escolars
L'únic equipament sanitari que hi havia el 2009 era una farmàcia.
El 2009 hi havia una escola elemental integrada dins d'un grup escolar amb les comunes properes formant una escola dispersa.

## Poblacions més properes
El següent diagrama mostra les poblacions més properes.